# Ultraismo
Ultraismo (dallo spagnolo: ultraísmo) è il nome assunto da un movimento letterario nato nella Spagna del 1918 che ebbe come intenzione dichiarata quella di opporsi al modernismo, che aveva invece dominato nella produzione poetica spagnola del XIX secolo.

## Storia
Il movimento prese vita nelle tertulias del Café Colonial di Madrid, presiedute da Rafael Cansinos Assens, e si diffuse a partire dal 1918 grazie alla rivista Ultra, dalla quale il movimento prende il nome. L'anima dell'Ultraismo era formata, fra i tanti, da Guillermo de Torre, Juan Larrea, Gerardo Diego e dall'argentino Jorge Luis Borges, che in quel periodo viveva a Madrid e che lo importò in America Latina.
Seguendo la fortunata scia del futurismo italiano e russo, del dadaismo e del surrealismo francese, il movimento ultraista - che si spegnerà poi nel 1922 con la scomparsa della rivista Ultra - proponeva un cambio estetico meno ambizioso di quello del surrealismo (che voleva esser parte di qualsiasi manifestazione dell'arte e che voleva persino comparire nella vita di tutti i giorni). 
Gli ultraisti denunciarono il manierismo e l'opulenza del modernismo, un movimento iniziato dal poeta del Nicaragua Rubén Darío. La poesia ultraista evocava immagini forti, talvolta scioccanti, influenzate dal simbolismo e dai Parnassiani. L'ultraismo abbandonò la rima in favore di schemi metrici anticonformisti oppure dello schema libero, e adottò un sistema libero di disposizione del poema sulla pagina, cercando di fondere ipertestualmente le arti plastiche e la poesia.
In un articolo pubblicato sulla rivista Nosotros (Buenos Aires, 1921), Borges sintetizzò così gli scopi dell'ultraismo:
1. Riduzione dell'elemento lirico al suo elemento primordiale, la metafora.
2. Cancellazione di frasi esplicative, congiunzioni e aggettivi inutili.
3. Evitare artifizi ornamentali, confessionalismi, circostanzialismi, prediche e nebulosità portate agli estremi.
4. Sintesi di due o più immagini in una, ampliandone così la suggestività.

L'espressione artifizi ornamentali era un chiaro riferimento al modernismo di Rubén Darío, che gli ultraisti reputavano decisamente troppo barocco e impreziosito, ma senza un vero messaggio da esprimere.

Il movimento ultraista fu d'accordo con altre avanguardie nell'eliminazione sistematica del sentimentalismo.
L'ultraismo fu simile al creazionismo del poeta cileno Vicente Huidobro, che era solito incontrare gli ultraisti nelle tertulias. Huidobro affermava che un poema dovesse essere un nuovo oggetto, distinto da tutto il resto, e che esso avrebbe dovuto esser creato come "la natura crea un albero"; una posizione che implicava la libertà assoluta del poeta dalla realtà, persino dalla realtà più intima dell'autore stesso.